# Spoorlijn Aubigné-Racan - Sablé
De spoorlijn Aubigné-Racan - Sablé was een Franse spoorlijn van Aubigné-Racan naar Sablé-sur-Sarthe. De lijn was 64,1 km lang en heeft als lijnnummer 508 000.

## Geschiedenis
De lijn werd in gedeeltes geopend door de Compagnie du chemin de fer de Paris à Orléans, van Aubigné-Racan naar La Flèche op 19 juni 1871 en van La Flèche naar Sablé op 24 december 1877. 
Reizigersverkeer tussen Aubigné-Racan en La Flèche en tussen de aansluiting l'Aubinière en Sablé werd opgeheven op 5 mei 1938. Het gedeelte tussen La Fleche en de aansluiting L'Aubinière bleef in gebruik voor de verbinding richting Le Mans tot 3 juni 1940. Op 13 maart 1945 werd de treindienst op dit gedeelte weer hersteld, tot de definitieve opheffing op 6 april 1970.
Goederenvervoer werd in verschillende gedeeltes opgeheven vanaf 1940.

## Aansluitingen
In de volgende plaatsen is of was er een aansluiting op de volgende spoorlijnen:
Aubigné-Racan
RFN 561 000, spoorlijn tussen Tours en Le Mans
La Flèche
RFN 510 000, spoorlijn tussen La Flèche en Vivy
RFN 511 000, spoorlijn tussen Angers-Saint-Laud en La Flèche
aansluiting L'Aubinière
RFN 509 000, spoorlijn tussen L'Aubinière en La Suze
Sablé-sur-Sarthe
RFN 450 000, spoorlijn tussen Le Mans en Angers-Maître-École
RFN 460 000, spoorlijn tussen Sablé en Montoir-de-Bretagne